# Tarsali
Tarsali là một thị trấn thống kê (census town) của quận Vadodara thuộc bang Gujarat, Ấn Độ.

## Nhân khẩu
Theo điều tra dân số năm 2001 của Ấn Độ, Tarsali có dân số 26.709 người. Phái nam chiếm 53% tổng số dân và phái nữ chiếm 47%. Tarsali có tỷ lệ 79% biết đọc biết viết, cao hơn tỷ lệ trung bình toàn quốc là 59,5%: tỷ lệ cho phái nam là 83%, và tỷ lệ cho phái nữ là 75%. Tại Tarsali, 12% dân số nhỏ hơn 6 tuổi.